# ان‌جی‌سی ۱۲۲۲
ان‌جی‌سی ۱۲۲۲ (انگلیسی: NGC 1222) نام یک کهکشان عدسی شکل در صورت فلکی جوی است که در ۵ دسامبر ۱۸۸۳ توسط ستاره شناس فرانسوی ادوارد استفان کشف شد. جناب جان لوئیس امیل درایر که گردآورنده کاتالوگ عمومی جدید هستند این کهکشان را به عنوان یک سحابی بسیار کم نورکوچک و گرد توصیف کرد. او همچنین به وجود یک ستاره بسیار کم نور که داخل کهکشان وجود دارد اشاره کرد. این کهکشان در حال حاضر در حال برهم‌کنش و بلعیدن دو کهکشان کوتوله که گاز و گرد و غبار لازم برای تبدیل کردنش به یک کهکشان ستاره فشان را دارد میباشد.